# Raskršće (film)
Raskršće (engl. Crossroads) је film iz 1986. godine inspirisan legendom o Robertu Džonsonu (Robert Johnson). Film je režirao Volter Hil (Walter Hill), a  muziku je napisao Raj Kuder. Uz Ralfa Makija (Ralph Macchio) u glavnoj ulozi, u filmu nastupa i gitarista Stiv Vaj (Steve Vai) u ulozi "đavolskog" gitariste u klimakteričnom gitarskom dvoboju na kraju filma.

## Spoljašnje veze
- Raskršće на веб-сајту  (језик: енглески)